# Zork
"Zork" era originalment un argot hacker de MIT per a un programa inacabat. Els que ho van implementar van cridar al joc complet Dungeon, però el nom de Zork ja s'havia popularitzat. Zork també ha estat adaptat perquè els programadors originals de Zork es van ajuntar amb altres per fundar Infocom en 1979. Aquesta companyia va adaptar el Zork del PDP-10 i va desenvolupar els Zork I, II i III, una trilogia de jocs per a la majoria de les petites computadores populars de l'època, incloent-hi l'Apple II, el Commodore 64, la família Atari de 8 bits, el TRS-80, sistemes CP / M i l'IBM PC. Zork I va ser publicat en discos flexibles de 5 ¼ "i 8". Joel Berez i Marc Blank van desenvolupar una màquina virtual especialitzada per executar Zork I, anomenada la Màquina-Z. El primer "Z-machine Interpreter Program" (ZIP) (Programa Interpretador de Màquina-Z), per a una petita computadora, va ser escrit per Scott Cutler pel TRS-80. La trilogia va ser escrita en ZIL, que significa "Zork Implementation Language" (Llenguatge d'Implementació Zork), un llenguatge similar a LISP.
Personal Programari va publicar el que es convertiria en la primera part d'una trilogia sota el nom de Zork quan va ser llançat per primera vegada l'any 1980, però posteriorment, Infocom va manejar la distribució d'aquest joc i dels seus jocs subsegüents. Part de la raó de dividir a Zork en tres diferents jocs va ser que, a diferència dels sistemes de PDP on corria l'original, els micros no tenia prou memòria ni emmagatzematge en disc per manejar la totalitat del joc original. En el procés, més contingut varen afegir al Zork per fer que cada joc depengués de si mateix.
Zork es desenvolupa en un laberint subterrani que s'estén i ocupa una porció Quendor, el "Gran Imperi Subterrani". El jugador és un aventurer sense nom i la meta és trobar els tresors ocults a les coves i retornar viu amb ells. Les masmorres estan plenes amb moltes criatures i objectes mòbils, entre ells els grues i els zorkmids. L'univers i la línia de temps de Zork han estat estesos per altres treballs de ficció interactiva d'Infocom.
Zork i els seus derivats són treballs de ficció interactiva. Zork es va distingir en el seu gènere com un joc especialment ric, en termes de tant la qualitat de la història com en la sofisticació de l'analitzador sintàctic del text, que no estava limitat a ordres simples de verb-nom (com "colpejar grue"), sinó que tenia algunes preposicions i conjuncions ("colpeja el gruixut amb l'espasa èlfica").

## Versió Fortran de Dungeon
Mentre que els autors de Dungeon (com llavors era conegut) estaven al MIT, un programador de Digital Equipment Corporation (DEC) va traduir part de Dungeon del MDL al FORTRAN i el va reduir a 56 KB d'un PDP-11. (En aquest temps, Dungeon era jugable en els PDP-10 però no en sistemes més petits). Els autors del joc es van sorprendre que en un sistema tan petit pogués jugar-se el joc i van proporcionar el codi font per a una traducció encara més completa. Quan Dungeon es va convertir en el producte comercial Zork en Infocom, Infocom va convenir que si un avís de copyright d'Infocom era lloc en la versió de FORTRAN, no era una distribució comerical sinó permesa. Aquesta versió de FORTRAN i, per tant, les traduccions, s'han inclòs en diverses distribucions de Linux.
La versió FORTRAN de Dungeon estava àmpliament disponible en els VAX de DEC, sent un dels articles més populars distribuïts per DECUS. Va passar per múltiples modificacions tant per incorporar més característiques des de l'original com per a portar la pista de canvis en la versió en MDL. A la fi dels anys 1980, la versió de FORTRAN va ser extensivament reescrita per al FORTRAN del VAX i va arribar a ser completament compatible amb l'últim llançament en MDL. Tenia una broma addicional: una aparent entrada al Mill (una referència a les casernes generals de DEC) això va ser, de fet, impasable.
També tenia una ordre del GDT (Game Debugging Technique) (tècnica de depuració de joc), una referència al DDT debugger que permetia al jugador moure qualsevol objecte (incloent-hi al mateix jugador) a qualsevol cambra. L'ús del GDT requiría contestar una pregunta a l'atzar que necessitava el coneixement profund del joc. La resposta del joc era a una resposta incorrecta ("una veu explosiva deia 'Error, cretí' i t'adonaves que havies estat convertit en una pila de pols") apareixia en moltes "galetes de la fortuna" de bases de dades.